# Chất kị nước

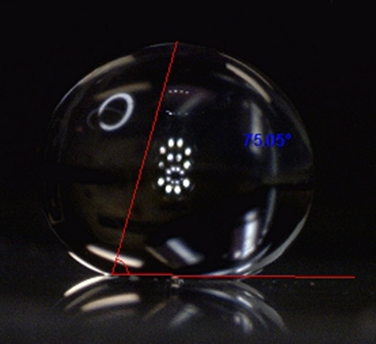
Góc tiếp xúc 165 độ giữa nước và bề mặt đã xử lý bằng công nghệ hóa plasma. Góc màu đỏ cộng thêm 90 độ.

Trong hóa học, chất kị nước hay không ưa nước là chất mà các phân tử của chúng có xu hướng kết tụ lại, do bị các phân tử nước đẩy (thực tế không có lực đẩy mà là không xuất hiện lực hấp dẫn), tạo ra pha không tan trong nước. Từ "kị nước" có nghĩa là không ưa nước hay không tan trong nước. Ví dụ, dầu ăn khi hòa vào nước sẽ kết tụ lại với nhau, dung dịch tách thành hai pha, pha dầu ở bên trên và pha nước bên dưới.
Mô tả một cách đơn giản, các phân tử chất kị nước có tương tác "đẩy" với phân tử nước trong khi các phân tử ưa nước có tương tác "hút" với các phân tử nước.
Các chất kị nước thường là các chất không phân cực, vì thế nó có ái lực với các phân tử trung tính khác và các dung môi không phân cực, và thường tụ lại thành đám micelle (mixen).
Các chất kị nước bao gồm các hydrocarbon, dầu mỡ, chất béo…. Các chất kị nước được ứng dụng để loại dầu khỏi nước, xử lý tràn dầu, tách các chất không phân cực khỏi hỗn hợp các chất phân cực.

## Cơ chế tương tác
Thông thường, khi được hòa tan vào trong nước, các phân tử chất tan sẽ phá vỡ liên kết hydro giữa các phân tử nước, tạo ra trạng thái hidrat hóa, tức là phân tử chất tan được bao quanh bởi các phân tử dung môi là nước. Trạng thái này có năng lượng entropy thấp hơn so với trạng thái dung dịch chỉ có các phân tử nước. Bởi vì các phân tử nước phải tự sắp xếp lại, vừa tương tác với các phân tử chất tan vừa tương tác với các phân tử nước khác. Quá trình hòa tan, hay quá trình tương tác nói chung giữa hai pha bị chi phối bởi hai hiệu ứng, hiệu ứng Entropy và hiệu ứng nhiệt phản ứng Enthalpy. Các phân tử chất kị nước không tạo ra "liên kết" với các phân tử nước làm giảm năng lượng của hệ, vì vậy quá trình hidrat hóa chất kị nước có enthalpy bằng không, chỉ còn năng lượng entropy chi phối. Kết quả là các phân tử kị nước kết tụ vào nhau, tách khỏi các phân tử nước tạo ra pha riêng, tạo ra trạng thái entropy cao hơn khi bị bao bọc bởi các phân tử nước.
Một cách giải thích khác tương tự. Khi mới hòa tan vào trong nước, các phân tử chất kị nước phân tán vào trong lòng dung môi là nước và tạo
ra cấu trúc "lồng" khi các phân tử chất kị nước bị bao bọc bởi các phân tử nước. Khi các phân tử chất kị nước tiến lại và tương tác với nhau. Liên kết hydro của các phân tử nước bao quanh phân tử chất kị nước bị phá vỡ, làm tăng enthanpy của hệ.  Tuy nhiên entropy của hệ lại tăng lên do các phân tử chất kị nước thoát khỏi lồng, tạo ra trạng thái hỗn loạn hơn.
Theo phương trình Gibbs:
ΔG = ΔH – TΔS
ΔH có giá trị dương nhỏ.
ΔS có giá trị dương lớn hơn.

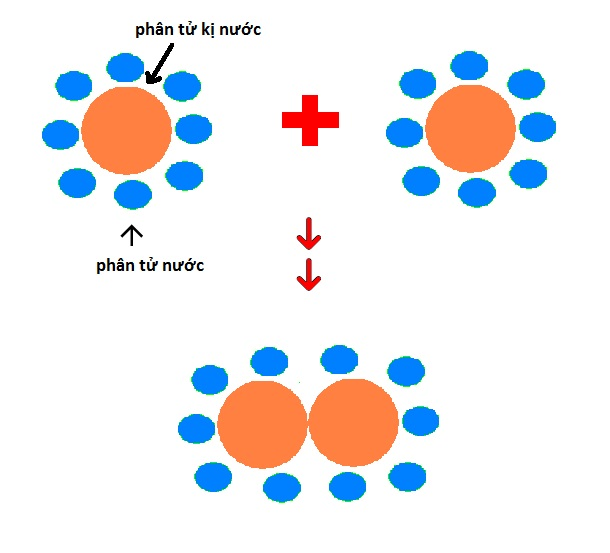
Quá trình làm tăng enthanpy và tăng entropy

Do đó ΔG có giá trị âm, quá trình kết tụ của các phân tử chất
kị nước, tách pha khỏi dung dịch là quá trình tự diễn ra.

## Các hiện tượng thực tế

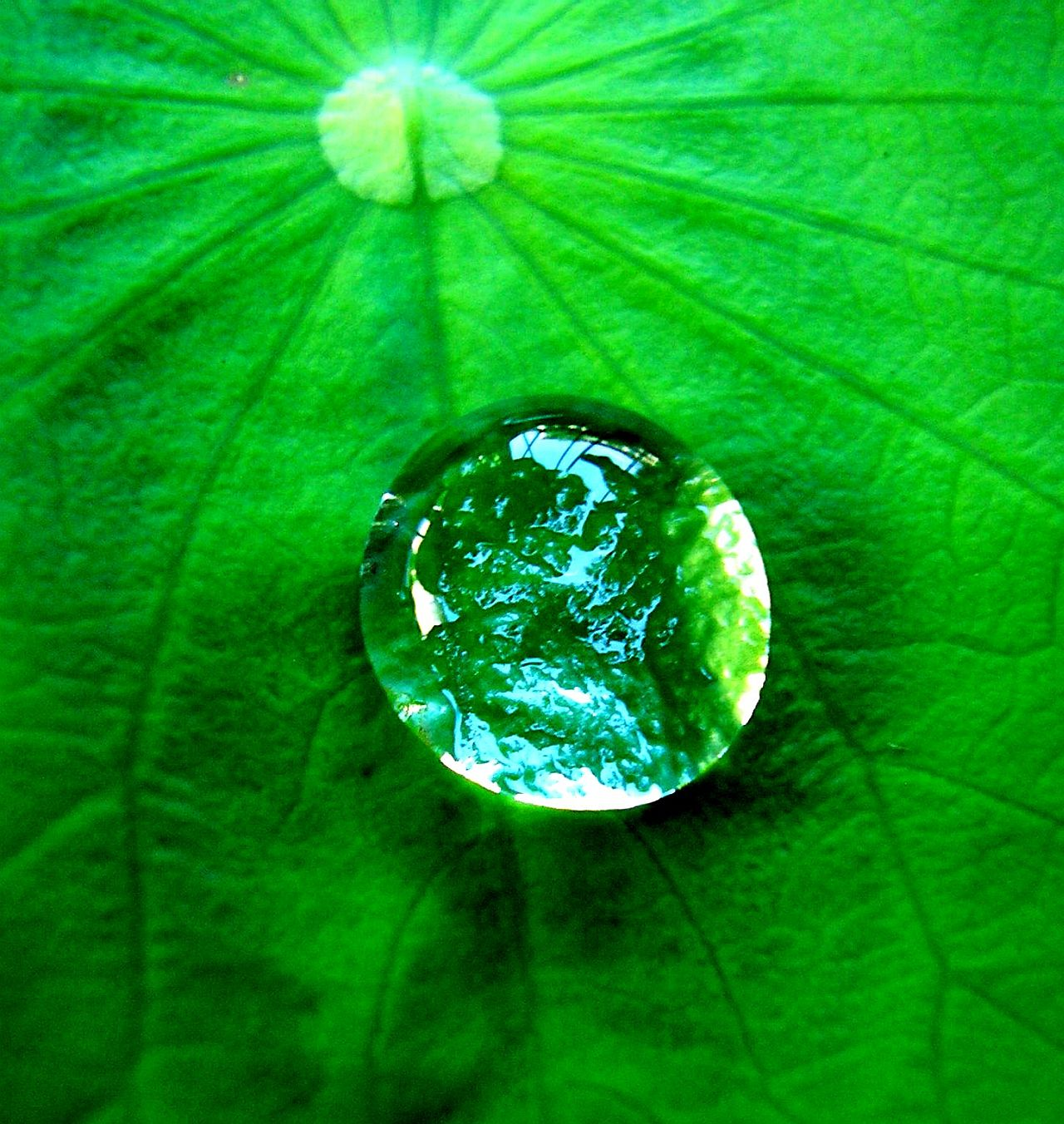
Giọt nước trên lá

Các phân tử chất kị nước do có tương tác kị nước nên có thể
được bền hóa. Màng tế bào được cấu tạo từ phân tử chất béo, không tan trong nước, nên có thể bao bọc được các bào quan và tế bào chất, ngăn không cho chúng hòa tan vào huyết tương. Tương tác kị nước cũng giải thích quá trình cuộn của các phân tử protein tạo thành cấu trúc ba chiều giúp protein thực hiện được chức năng của chúng.
Một ví dụ khác khi bạn đánh xi giầy. Xi là dạng hạt keo nhũ bao gồm các chất hữu cơ kị  nước (naphtha,lanolin, turpentine, nhựa carnauba…) khi bám vào giầy sẽ tạo nên một lớp chống nước, ngăn không cho nước ngấm vào giầy. Điều tương tự xảy ra khi ta quan sát tạo thành các giọt nhỏ trên lá vì các phân tử mặt lá có tính kị nước.